# غارب عتبة (خيران المحرق)

تعديل مصدري - تعديل

غارب عتبة هي إحدى قرى عزلة غربى الخميسين بمديرية خيران المحرق التابعة لمحافظة حجة، بلغ تعداد سكانها 308 نسمة حسب تعداد اليمن لعام 2004.